# Пестовы (Котельничский район)
Пестовы — деревня в Котельничском районе Кировской области в составе Карпушинского сельского поселения.

## География
Располагается на расстоянии примерно 12 км по прямой на северо-запад от райцентра города Котельнич.

## История
Известна с 1802 года как починок Пестовский с 6 дворами. В 1873 году здесь (починок Пестовская или Пестовчи) было учтено дворов 12 и жителей 127, в 1905 13 и 89, в 1926 (деревня Пестовы) 21 и 112, в 1950 19 и 76, в 1989 проживало 28 человек.

## Население
Постоянное население  составляло 6 человек (русские 100%) в 2002 году, 6 в 2010.